# Der Exorzist III
Der Exorzist III ist die zweite Fortsetzung des Horrorfilms Der Exorzist. Der Film wurde 1990 von William Peter Blatty inszeniert, der auch das Drehbuch zum Originalfilm schrieb. Der dritte Teil der Reihe basiert auf dem Roman Das Zeichen (Legion), den Blatty 1983 verfasste.

## Handlung
In der Stadt Georgetown treibt ein Mörder sein Unwesen, dessen Art zu töten an den sogenannten „Gemini-Killer“ erinnert, einen vor 15 Jahren zum Tode verurteilten und hingerichteten Mörder.
Bei seinen Ermittlungen stößt Lt. William „Bill“ Kinderman in einer psychiatrischen Anstalt auf den „Patienten X“, der sich als der totgeglaubte Pater Damien Karras entpuppt. Doch Pater Karras ist von der Seele des „Gemini-Killers“ besessen und muss morden.
Alle Opfer sind eng mit den Ereignissen des ersten Teils der Filmreihe verbunden.
Am Ende wird Pater Karras von Kinderman getötet, und somit stirbt auch der Gemini-Killer.

## Kritik
Das Lexikon des internationalen Films bezeichnete den Film als „perfekt inszeniert“. Er sei gut besetzt und darüber hinaus „für Freunde des Genres passable Unterhaltung“.

## Auszeichnungen
- Regisseur und Drehbuchautor William Peter Blatty erhielt 1991 den Saturn Award in der Kategorie Best Writing.
- Brad Dourif sowie der Film selbst erhielten jeweils eine Nominierung für den Saturn Award.
- George C. Scott wurde als schlechtester Darsteller für die Goldene Himbeere nominiert.

## Hintergrund
- Der Film nahm weltweit 39.024.251 US-Dollar an den Kinokassen ein.[3]
- Im Original wurde die Rolle des Lt. Kinderman von Lee J. Cobb übernommen, doch er starb bereits 1976, so dass dieser Charakter neu besetzt werden musste.
- Nach dem Ende der eigentlichen Dreharbeiten wurde Regisseur Blatty von den Produzenten des Films angehalten, sein bereits fertiggestelltes Ende vollständig neu zu drehen. So entstanden vollständige neue Szenen, andere wurden umgeschnitten. Ein völlig neuer Charakter wurde integriert.[4] 2016 wurde der Director’s Cut des Films veröffentlicht.[5]